# 百々新
百々 新（どど あらた、男性、1974年 - ）は、日本の写真家。博報堂プロダクツ所属。

## 経歴
大阪府生まれ。奈良県育ち。大阪芸術大学写真学科卒業。1998年、博報堂フォトクリエイティブ入社。

## 作品

### 写真集
- 1999年　上海の流儀
- 2001年　RUSH
- 2012年　対岸
- 2016年　世界のともだち -ウズベキスタン-
- 2018年　鬼にも福にも　-もうひとつの京都-
- 2020年　White Map -on the Silkroad-
- 2022年　Dream Boat

## 賞歴
- 1995年　コニカ新しい写真家登場 グランプリ
- 2000年　日本写真協会新人賞（「上海の流儀」）[2][1]
- 2003年　NY Festival Silver
- 2004年　NY ADC賞審査員特別賞
- 2008年　第12回環境コミュニケーション大賞テレビ環境CM部門優秀賞
- 2009年　日本広告写真家協会広告賞　特選賞
- 2011年　日本広告写真家協会広告賞　優秀賞
- 2013年　第38回木村伊兵衛写真賞（「対岸」）

- 2017年　第70回カンヌ国際映画祭エキュメニカル賞（河瀨直美監督作品「光」撮影監督）
- 2024年　APAアワード2024 広告作品部門 【経済産業大臣賞】 万博記念公園太陽の塔シリーズ

2017
The 70th Cannes Film Festival, Prize of the Ecumenical Jury (as the director of photography for Radiance directed by Naomi Kawase)
2013
The 38th Kimura Ihei Memorial Photography Award
2011
APA Awards, Merit award
2009
APA Awards, Special award
2008
Ministry of the Environment communication Awards
2004
NY ADC Annual Awards
2003
NY Festival Silver
2000
Photographic Society of Japan Newcomer's Award
1995
Konica new photographer appearance Grand Prix